# Manginella annonae
Manginella annonae är en svampart som beskrevs av Bat. & H. Maia 1961. Manginella annonae ingår i släktet Manginella, divisionen sporsäcksvampar och riket svampar.   Inga underarter finns listade i Catalogue of Life.